# Kurixalus
Kurixalus é um género de anfíbios da família Rhacophoridae. Está distribuído pelo Sul e Sudoeste Asiático.

## Espécies
- Kurixalus ananjevae (Matsui and Orlov, 2004)
- Kurixalus baliogaster (Inger, Orlov, and Darevsky, 1999)
- Kurixalus banaensis (Bourret, 1939)
- Kurixalus bisacculus (Taylor, 1962)
- Kurixalus carinensis (Boulenger, 1893)
- Kurixalus eiffingeri (Boettger, 1895)
- Kurixalus idiootocus (Kuramoto and Wang, 1987)
- Kurixalus lenquanensis Yu G, Wang J, Hou M, Rao D & Yang J, 2017
- Kurixalus naso (Annandale, 1912)
- Kurixalus odontotarsus (Ye and Fei, 1993)
- Kurixalus verrucosus (Boulenger, 1893)